# Ea (Band)
Ea, meist als Ea. stilisiert, ist eine offiziell 2005 gegründete Funeral-Doom-Band. Aussagen hinsichtlich Herkunft, Besetzung und Lyrik der Gruppe sind von einer von der anonymen Band installierten und gepflegten Legende geprägt.

## Legende
Ea. gibt keine offizielle Aussagen zu den beteiligten Bandmitgliedern, der Geschichte der Gruppe oder über ihre Herkunft heraus. Einzig der konzeptionelle Ansatz und ein mit Cody, Wyoming benannter Gründungsort sind publik. In der Darstellung der Band auf der Website Doom-Metal.com wird aufgrund stilistischer Ähnlichkeit über personelle Überschneidungen mit der russischen Death-Doom-Band Revelations of Rain spekuliert. Als Herkunft wird an anderer Stelle der von Ea. benannte Ort in Zweifel gezogen.

„EA – aus Russland. Oder Finnland. Oder Amerika. Jedenfalls die nach neun Jahren immer noch anonymen Funeral-Doomer von EA. Stets hat man sich in den Deckmantel der digitalen Ära gehüllt und verhinderte trotzdem das Aufkommen der großen Spekulationen darüber, welche weltbekannten Superstars sich hier womöglich austoben würden.“

Alle Alben wurden mit ähnlich klingenden Titeln versehen, die Lieder enthalten durchgehend Texte in „einer angeblich verlorenen Sprache“. Die Band beschreibt die genutzte Lyrik als „sakrale Texten alter Zivilisationen“ die unter „Verwendung einer toten Sprache“, auf Basis „archäologischer Forschungen nachgebildet“ worden sei. Allerdings wird der konzeptionelle Ansatz von Rezensenten ebenfalls infrage gestellt und die genutzten Titel und erkennbaren Textpassagen werden keiner bekannten Sprache zugeordnet. In weiteren Besprechungen werden die Texte als unverständlich und daraus resultierend als irrelevant beurteilt.

## Geschichte und Rezeption
Seit 2006 veröffentlicht Ea. Alben über das russische Label Solitude Productions. Auftritte, Interviews oder Veröffentlichungen anderer Formate wie Singles, EPs oder Kompilationen blieben fortlaufend aus. Alle Veröffentlichungen der Gruppe wurden international rezipiert und überwiegend positiv aufgenommen. Dabei wurde der Gruppe ein „Talent für Atmosphäre und Intensität“ zugesprochen.

## Stil
Die Musik von Ea. wird dem Funeral Doom zugeordnet. Für die Website Doom-Metal.com wird die von der Gruppe präsentierte Spielform als „zugängliche aber dennoch tiefe“ sowie als „melodische und majestätische“ Variante  beschrieben. Vergleiche werden zu Shape of Despair und Reclusiam gezogen. Als weitere Vergleichsgrößen bemühen Rezensenten diverse Genre-Vertreter des Funeral Dooms sowie des Death Dooms, darunter Colosseum, Dead in the Water, Remembrance, Ahab, Septic Mind, Abstract Spirit, Monolithe, Worship, Thergothon und Mournful Congregation.
Dem Funeral Doom entsprechend wird die Musik häufig mit Monotonie assoziiert. Diesen Kritikpunkt aufgreifend entgegen Befürwortet der Gruppe, dass der von Ea. präsentierte Funeral „überraschend abwechslungsreich“ sei.

„Zeitlupendrumming trifft auf wabernde Keyboard-Teppiche, trifft auf filigrane Piano-Einlagen, engelsgleiche Chöre, dröhnende Powerchords und immer wieder eine glasklare Lead-Gitarre, die technisch alles andere als anspruchsvolle, aber melodisch wirklich herzergreifende Soli runterspielt. Dann kommen mal Streicher daher, am Ende bringen EA auch noch eine waschechte Kirchenorgel rein, sakral klingt das alles, apokalyptisch aber auch irgendwie hoffnungsvoll, sehr emotional[.]“

## Diskografie
- 2006: Ea Taesse (Album, Solitude Productions)
- 2009: II (Album, Solitude Productions)
- 2010: Au Ellai (Album, Solitude Productions)
- 2012: Ea (Album, Solitude Productions)
- 2014: A Etilla (Album, Solitude Productions)